# Refúgio Aboim Ascensão
O Refúgio Aboim Ascensão é uma organização não governamental de solidariedade social, destinada a apoiar apoiar crianças em risco, sedeada na cidade de Faro, na região do Algarve, em Portugal.

## Descrição
Consiste numa Instituição Particular de Solidariedade Social, sem fins lucrativos, de orientação cristã. Não tem fins lucrativos, sendo apoiada por privados e por várias instituições estatais, como a autarquia de Faro e os Ministérios da Segurança Social, Justiça, Saúde e Educação. Entre os mecenas mais destacados encontram-se o grupo Os Mosqueteiros, que em 2020 entregou 17500 euros ao Refúgio, e a empresa de aviação Ryanair, que em 2022 doou 10 mil euros.
As instalações do Refúgio incluem um refeitório, salas de aula, quartos para as crianças, e uma piscina de hidroterapia. Alberga crianças desde a sua nascença até aos seis anos de idade.
Além das suas funções de apoio às crianças, a instituição também foi responsável pela organização de vários eventos sobre a temática infantil, como seminários e congressos, destacando-se o Fórum Mundial da Criança, em Outubro de 1997, que contou com representantes de 57 países.

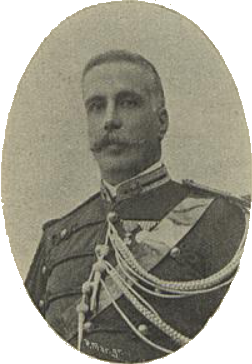
Retrato de Rodrigo Aboim Ascenção, publicado na revista O Occidente em 1905.

## História
O principal promotor da fundação do Refúgio foi Manuel Aboim Ascensão de Sande Lemos, cumprindo desta forma o testamento do seu tio e sogro Rodrigo Aboim Ascenção, que faleceu em 22 de Janeiro de 1930. Este dedicou grande parte da sua vida no apoio às crianças muito novas, tendo em 1901 fundado a Associação Protectora da Primeira Infância, em Lisboa. Procurou igualmente ajudar as crianças e as famílias de Faro, que foi a sua cidade natal, tendo nesse sentido adquirido os terrenos onde foi posteriormente instalado o Refúgio, enquanto que o seu sobrinho, Manuel Lemos, foi responsável pelas obras do edifício em si. Segundo o jornal O Algarve de 31 de Maio de 1931, no dia 24 desse mês tinha-se feito a eleição dos corpos gerentes para o Refugio Aboim Ascensão, tendo o coronel João António Cochado Martins sido escolhido para presidente, enquanto que Manuel Aboim de Ascenção Lemos permaneceu como um dos membros da direcção. Em 15 de Novembro do mesmo ano, aquele periódico noticiou que o escultor Raul Xavier tinha sido encarregado da produção de um busto de Rodrigo Aboim Ascenção, que iria ser colocado à entrada do Refúgio.
O Refugio foi fundado em 1933, tendo sido organizado segundo os mesmos moldes da Associação Protectora da Primeira Infância. Inicialmente estava sedeado em instalações provisórias, no sítio de uma antiga vacaria.
Ao longo da sua existência a instituição mudou diversas vezes de funções, embora mantendo sempre a sua finalidade original de apoio a crianças desprotegidas. Inicialmente funcionou como lactário e como centro de apoio a mães solteiras, e depois foi um posto médico destinado a recém-nascidos e prematuros. Em 1985, com a entrada do Dr. Luís Villas-Boas como director, iniciou-se uma fase de profunda remodelação nos seus serviços, tanto do ponto de vista dos equipamentos como do enquadramento social e jurídico, com a introdução do serviço de emergência, que foi o primeiro deste tipo a ser criado em território nacional, e que tem como finalidade ajudar as crianças em situação de risco, desde o seu nascimento até aos seis anos de idade. Como parte deste processo, o Refúgio, que ainda funcionava no mesmo edifício provisório desde 1933, conheceu uma melhoria considerável nas suas instalações, tendo-se afirmado como um dos mais avançados e funcionais centros de apoio infantil no país.
O Refúgio esteve envolto em vários casos polémicos, em que as regras e decisões internas entraram em conflito com a legislação em vigor ou as deliberações da justiça. Por exemplo, em Março de 2004 o director, Luís Villas-Boas, declarou que «a anteceder o internamento» da criança, deveriam ser feitos exames médicos comprovando que não era «portadora de doença infecto-contagiosa sem tratamento e de deficiência», medida que foi justificada pela falta de meios para acolher crianças com estas doenças, e com a necessidade proteger as que já eram pacientes na instituição. A decisão foi sustentada por Dulce Rocha, presidente da Comissão Nacional da Protecção de Crianças e Jovens em Risco, que afirmou que a utilização de testes médicos era uma prática regular nos centros de acolhimento privados, uma vez que «em todas as instituições estão preparadas para receber estas crianças que exigem, muitas vezes, resposta especializada». Porém, foi criticada por várias entidades e profissionais ligados ao direito da saúde, como Paula Lobato Faria, jurista e professora na Escola Nacional de Saúde Pública, da Universidade Nova de Lisboa, que acusou esta medida de violar o artigo 13.º da Constituição Portuguesa, que proíbe a discriminação, e afirmou que as declarações tanto de Villas-Boas como de Dulce Rocha eram «perigosas» porque poderiam ter criado «uma bola de neve de estigma». Contra a decisão também estava Pedro Silvério Marques, da associação Abraço, que declarou que «não existe nenhuma capacidade específica, técnica ou científica, para o internamento de crianças seropositivas», tendo acrescentado que «Criar instituições só para crianças seropositivas em termos técnicos seria um disparate e um atentado aos direito das crianças», enquanto que o presidente da Associação Portuguesa de Deficientes, Humberto Santos, criticou a falta de meios técnicos como um pretexto para não receber as crianças com certas deficiências, e Meliço Silvestre, presidente da Comissão Nacional de Luta contra a Sida, afirmou que «a exclusão, seja de que ordem for, é sempre inaceitável e eticamente discutível». Em 2022 o Refúgio recusou a decisão do Tribunal de Faro em deixar um rapaz de nove anos ficar com a família biológica durante os fins-de-semana, tendo o director afirmado que «a criança não volta para a família a não ser de vez». Devido a este caso, o Instituto de Segurança Social abriu um processo no sentido de «apurar as condições de organização, funcionamento e respectiva conformidade legal».
Júlio Villas-Boas deixou de ser director da instituição em 3 de Junho de 2023, tendo sido substituído neste posto por Carlos Pragana.